# The Meaning of Life (chanson)
Pour les articles homonymes, voir The Meaning of Life.
 (avril 2014).
Si vous disposez d'ouvrages ou d'articles de référence ou si vous connaissez des sites web de qualité traitant du thème abordé ici, merci de compléter l'article en donnant les références utiles à sa vérifiabilité et en les liant à la section « Notes et références ».
Singles de The Offspring
Gone Away
(1997) I Choose
(1997)
The Meaning of Life est la deuxième piste de l'album Ixnay on the Hombre sorti en 1997 du groupe de punk-rock californien The Offspring. Ce fut le 3e single de l'album après All I want et Gone away et fut l'objet d'un clip.
La chanson parle de quelqu'un dont la vie a été dirigée par quelqu'un d'autre, mais il ne veut plus cela : il doit trouver sa propre voie et même ses erreurs. Il donne des conseils à quelqu'un d'autre (les paroles disent : « Ouvre grand les yeux, ils t'imposeront leur vision de la vie » ; « Ouvre grand la bouche, ils te feront avaler leur vision de la vie, je ne peux pas le faire à ta place »).
Les paroles disent aussi qu'« il n'y a ni bonnes ni mauvaises directions » et que le personnage principal n'a pas envie de suivre la voie que l'autre personnage a tracé. Il veut essayer quelque chose de nouveau.